# Enns (stad)
Enns is een stad in de Oostenrijkse deelstaat Opper-Oostenrijk, gelegen in het district Linz-Land. De gemeente heeft ongeveer 10.600 inwoners. Enns ligt even ten zuidoosten van Linz aan de gelijknamige rivier, die de grens vormt met Neder-Oostenrijk. De stad geldt als de oudste van Oostenrijk: haar stadsrechten dateren uit 1212. De 60 m hoge stadstoren is het symbool van de stad.

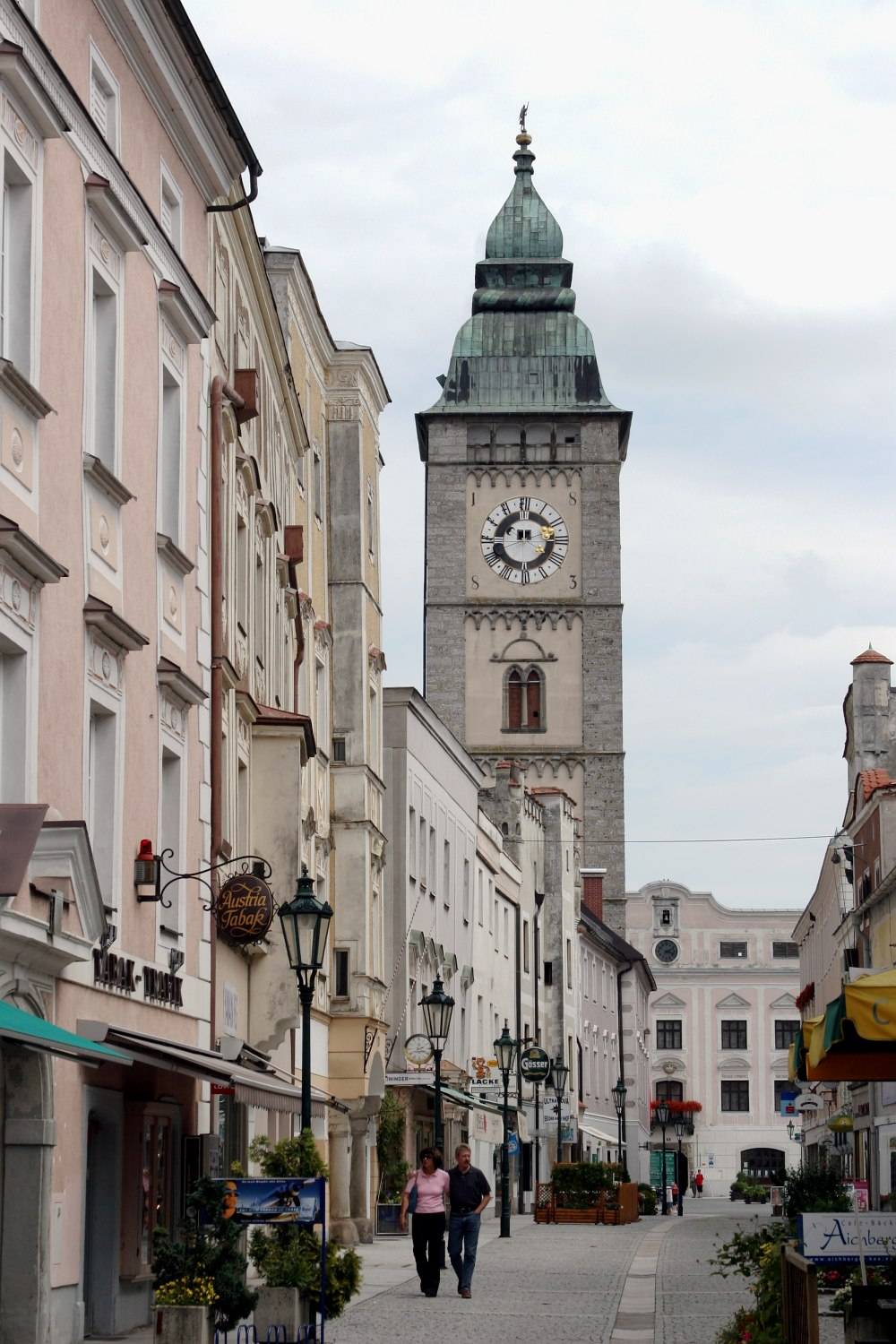
Stadstoren

Allhaming · Ansfelden · Asten · Eggendorf im Traunkreis · Enns · Hargelsberg · Hofkirchen im Traunkreis · Hörsching · Kematen an der Krems · Kirchberg-Thening · Kronstorf · Leonding · Neuhofen an der Krems · Niederneukirchen · Oftering · Pasching · Piberbach · Pucking · Sankt Florian · Sankt Marien · Traun · Wilhering
- Bibliothèque nationale de France: cb131790607 (data)
- Gemeinsame Normdatei: 4014824-5
- Library of Congress Control Number: n82050694
- MusicBrainz: dc6dfac1-5662-4ff7-9d3a-5e685038fff0
- Nationale Bibliotheek van Tsjechië: ge759455
- Nationale Bibliotheek van Israël: 987007564453405171
- Virtual International Authority File: 315140243
- WorldCat: E39PCjwWTxD9M9d7JMK6WPQRBq